# Indokinakriget
Indokinakriget, 1946-1954, krig mellan den vietnamesiska motståndsrörelsen Vietminh, ledd av Ho Chi Minh, och Frankrike. Kriget pågick från 1946 till 1954 och slutade med att Frankrike lämnade Franska Indokina, de franska koloniområdena i dagens Vietnam, Laos och Kambodja. Kriget resulterade i en delning av Vietnam i Nord och Syd, och fortsatte i form av Vietnamkriget.

## Bakgrund
På 1880-talet pressades Vietnam att erkänna fransk överhöghet, som en del av Franska Indokina. En vietnamesisk nationalism uppkom i början av 1900-talet och partier bildades på 1920- och 1930-talen. Kommunistledda uppror slogs ned 1930 och 1940. Under andra världskriget fick japanerna 1940-1945 tillåtelse av den franska vichyregimen att utnyttja Indokina. Många ungdomar anslöt sig till den nationella befrielserörelsen Vietminh under ledning av kommunistledaren Ho Chi Minh. Efter Japans kapitulation startade ett uppror och den 2 september 1945 utropade Ho Chi Minh Demokratiska republiken Vietnam i Hanoi. Fransmännen accepterade inte detta. 1945 bestämde sig Frankrike för att ena sina kolonier i Indokina till en federation som skulle vara självständig men dock tillhöra den franska unionen. Befolkningen i Indokina var dock kritisk till Frankrikes planer som sågs som en diskret förlängning av kolonialväldet som varat sedan 1880. Indokinakriget startade.

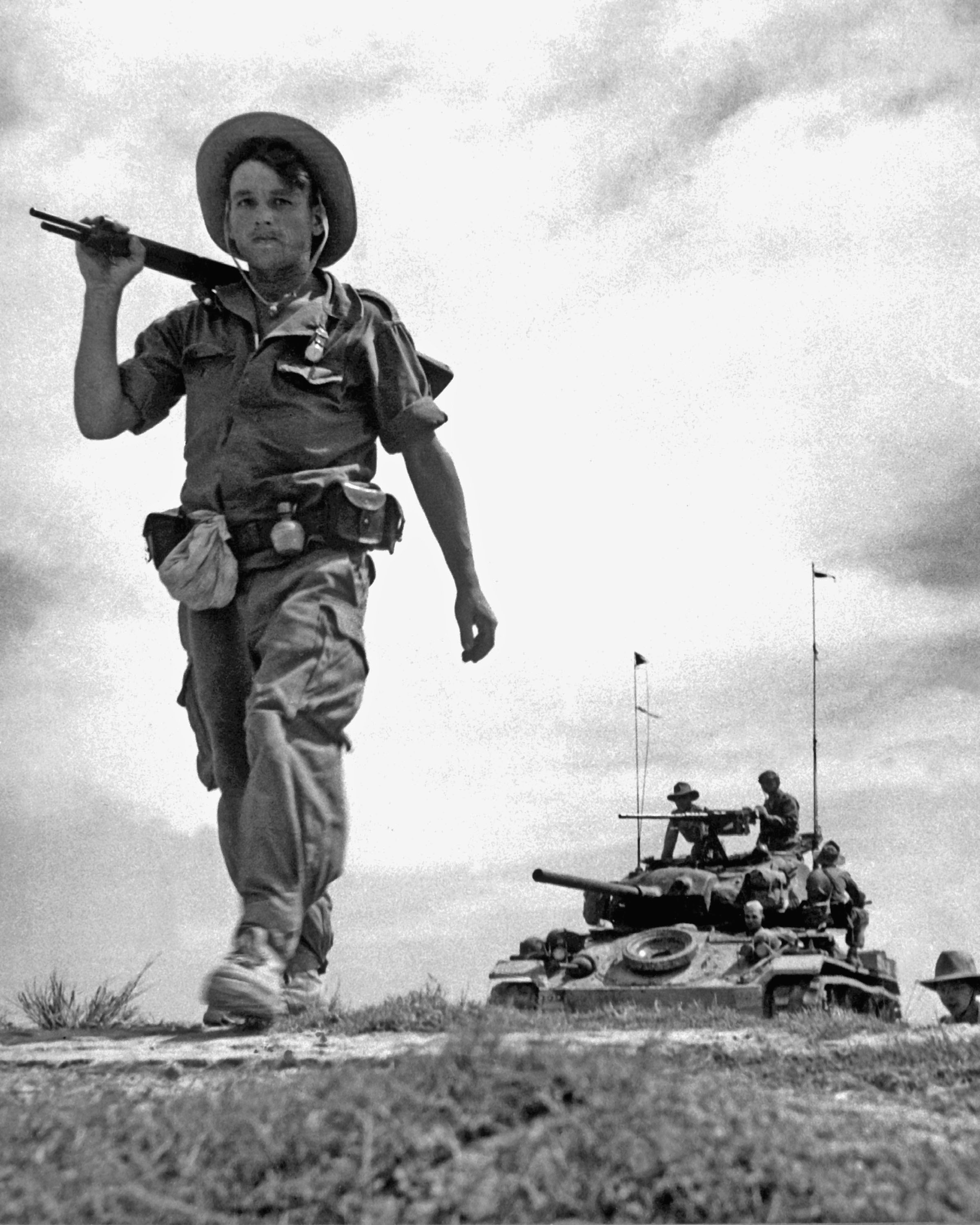
En enhet ur den Franska främlingslegionen på kommunistkontrollerat område.

## Krigshandlingarna
23 november 1946 bombade Frankrike hamnstaden Haiphong i norra Vietnam. Fransmännen tog snabbt kontrollen över de viktigaste städerna och Vietminhs soldater drog sig upp på höglandet för ett gerillakrig. I maj 1950 gick Trumanadministrationen med på att stödja Frankrike, vilket blev det första steget i USA:s engagemang i Vietnam. USA började med att sända bland annat stridsvagnar och transportplan. Småningom kom även amerikanska bombplan, militära rådgivare och tekniker. Under de följande åren uppgick den direkta amerikanska militära hjälpen till Frankrikes krig till en miljard dollar per år.
1954 blev ett avgörande år för kriget. Vietminh som med stöd från Kina tog "den ointagliga" fästningen Dien Bien Phu i slaget vid Dien Bien Phu avgjorde kriget och fransmännen kapitulerade.